# Царський кубок
Царський кубок (болг. Царска купа) — футбольний трофей Болгарії, який розігрувався в роках 1924—1944.
Сам Кубок був подарований тодішнім царем Болгарії Борисом III в 1924 році. Спочатку, в період 1924—1937 років, а також в 1943 році, Кубок отримував переможець Державної першості Болгарії разом із званням чемпіона країни з футболу.
У 1938—1942 роках Царський кубок був відділений від чемпіонату і розігрувався у окремому турнірі. Лише володарі Царського кубка цих років офіційно визнані БФС як володарі Кубка Болгарії.
1943 року кубок знову отримував напряму переможець Державної першості Болгарії, втім це нагородження стало останнім. З приходом комуністичної влади і скасуванням монархії з 1946 року в країні почали розігрувати новий національний кубок — Кубок Радянської Армії.

## ФіналиДержавної першості, переможці яких отримували кубок
| Сезон | Чемпіон                | Результат              | Фіналіст                  | Півфіналісти                               | Місце проведення фіналу |
| ----- | ---------------------- | ---------------------- | ------------------------- | ------------------------------------------ | ----------------------- |
| 1924  | переможця не визначено | переможця не визначено | переможця не визначено    | переможця не визначено                     | переможця не визначено  |
| 1925  | Владислав (Варна)      | 2:0                    | Левські (Софія)           | Левскі (Дупниця); БП 25 (Плевен)           | Софія                   |
| 1926  | Владислав (Варна)      | 1:11                   | Славія (Софія)            | Левські (Русе); Ботев (Пазарджик)          | Софія                   |
| 1927  | переможця не визначено | переможця не визначено | переможця не визначено    | переможця не визначено                     | переможця не визначено  |
| 1928  | Славія (Софія)         | 4:0                    | Владислав (Варна)         | Левські (Пловдив); Левські (Русе)          | Софія                   |
| 1929  | Ботев (Пловдив)        | 1:0                    | Левські (Софія)           | Шипченский Сокіл (Варна); Левські (Плевен) | Софія                   |
| 1930  | Славія (Софія)         | 4:1                    | Владислав (Варна)         | Ботев (Пловдив); Хан Омуртаг (Шумен)       | Софія                   |
| 1931  | АС-23                  | 3:02                   | Шипченський Сокіл (Варна) | Напредак (Русе); Болгарія (Хасково)        | Софія                   |
| 1932  | Шипченський Сокіл      | Шипченський Сокіл      | Шипченський Сокіл         | Шипченський Сокіл                          | Шипченський Сокіл       |
| 1933  | Левські (Софія)        | Левські (Софія)        | Левські (Софія)           | Левські (Софія)                            | Левські (Софія)         |
| 1934  | Владислав (Варна)      | Владислав (Варна)      | Владислав (Варна)         | Владислав (Варна)                          | Владислав (Варна)       |
| 1935  | Владислав (Варна)      | Владислав (Варна)      | Владислав (Варна)         | Владислав (Варна)                          | Владислав (Варна)       |
| 1936  | Славія (Софія)         | 2:0                    | Тича (Варна)              | Георгій Дражев (Ямбол); Кракра (Перник)    | Софія                   |
| 1937  | Левські (Софія)        | Левські (Софія)        | Левські (Софія)           | Левські (Софія)                            | Левські (Софія)         |
| 1943  | Славія (Софія)         | 1:0                    | Левські (Софія)           | Ботев (Пловдив); Левські (Пловдив)         | Скоп'є Софія            |
| 1944  | переможця не визначено | переможця не визначено | переможця не визначено    | переможця не визначено                     | переможця не визначено  |

1. Призначений на перегравання суддя не з'явився, а «Владислав» відмовився грати при іншому судді. БФС присудило йому технічну поразку і оголосила «Славію» чемпіоном країни. «Владислав» оскаржив це рішення на засіданні БФС в Бургасі, перегравання призначили на початок 1927 року — проте «Славія» не з'явилась і переможцем був признаний «Владислав».
2. При рахунку 2:1 на користь «Шипченського Сокола» Б. Габровський з АС-23 травмував одного з нападників «Сокола». Суддя ніяк не відреагував на це порушення і «Шипченскі Соол» залишив поле, після чого їм було зараховано технічну поразку.

## Фінали Царського кубка
| Сезон | Володар         | Результат | Фіналіст             | Півфіналісти                                   | Місце проведення фіналу |
| ----- | --------------- | --------- | -------------------- | ---------------------------------------------- | ----------------------- |
| 1938  | ФК-13           | 3:03      | Левські (Русе)       | Левські (Бургас); Левські (Плевен)             | Софія                   |
| 1939  | Шипка (Софія)   | 2:0       | Левські (Русе)       | Георгій Дражев (Ямбол); Победа (Варна)         | Софія                   |
| 1940  | ФК-13           | 2:1       | Спортклуб (Пловдив)4 | Победа (Варна); Левські (Русе)4                | Софія                   |
| 1941  | АС-23           | 4:2       | Напредак (Русе)      | Македонія (Скоп'є); Христо Славчев (Павликени) | Добрич                  |
| 1942  | Левські (Софія) | 3:05      | Спортклуб (Пловдив)  | Напредак (Русе); СП-39 (Плевен)                | Софія                   |

3. При рахунку 1:3 футболісти «Левські», незадоволені рішенням судді, покинули поле і їм була зарахована технічна поразка.
4. «Левські» (Русе) переміг у півфіналі «Спортклуб» (Пловдив) з рахунком 2-0, але через розбіжності з організаторами відмовився грати у фіналі.
5. На 80-й хвилині за рахунку 1-3 футболісти «Спортклубу», незадоволені рішенням судді, покинули поле і їм була зарахована технічна поразка.